# کویلانموس
کویلانموس (به لاتین: Koilanemos) یک منطقهٔ مسکونی در قبرس شمالی است که در ناحیه اسکله واقع شده‌است. کویلانموس ۵۸ نفر جمعیت دارد.